# Новоконстантиновка (Сумская область)
Новоконстантиновка (укр. Новокостянтинівка; до 2024 года — Перше Травня) — село,
Кондратовский сельский совет,
Сумский район,
Сумская область,
Украина.
Код КОАТУУ — 5924783407. Население по переписи 2001 года составляло 26 человек.

## Географическое положение
Село Перше Травня находится на границе с Россией на расстоянии 1 км от села Степовое.